# Turnera pumilea
Turnera pumilea là một loài thực vật có hoa trong họ Lạc tiên. Loài này được L. miêu tả khoa học đầu tiên năm 1759.